# Olivier Bart
Olivier Bart of Bard (Brugge, ca. 1526 - Brugge, na 1584) was een Brugs schilder.

## Levensloop
Bart werd in Brugge geboren in of rond 1526 als zoon van de dichter Laurens Bart en van Maria Goossens. Toen hij twaalf was, overleed zijn vader en werd hij op 30 maart 1539 opgenomen als leerling in de Bogardenschool. Het jaar daarop werd hij voor een periode van acht jaar toevertrouwd aan de meester-schilder Simon Pieters die er zich toe verbond van Bart een volleerde meester-schilder te maken en hem over die periode kost en inwoon te verschaffen.
In 1553 werd Bart voor het eerst in Kortrijk gesignaleerd. Hij woonde er Overleie en trouwde met Jozine vanden Roode. Ze kregen zes kinderen, onder wie Jan en Ferdinand Bart, die eveneens schilder werden. Van 1555 tot 1580 was hij als meester-schilder actief. Hij was ook bedrijvig als landmeter.
Na 1580 en na het overlijden van zijn vrouw, verhuisde Bart weer naar Brugge. Hij nam er onmiddellijk de schildersactiviteiten weer op en werd zelfs 'eerste vinder' van het ambacht van de schilders en beeldenmakers voor het jaar 1580-81. Op 11 februari 1581 hertrouwde hij met Antonine Aernouts, weduwe van de meester-schilder Jan Benson.

## Werk
- In 1577 schilderde Bart in de Gravenkapel van de Onze-Lieve-Vrouwekerk in Kortrijk een beeltenis van Keizer Karel V.
- Hij beschilderde in dezelfde kerk de grafsteen van kapelaan Jan van Mosscheron (†1563).
- Hij werkte eveneens aan de grafsteen van kapelaan Olivier Fervacques (1568).
- In 1571 schilderde Bart de kapel van het Kortrijkse stadhuis.
- Voor het stadsbestuur van Kortrijk voerde hij allerhande kleine opdrachten uit: twee banieren, graveerwerk op zes hellebaarden, schilderen van wapenschilden om op de pijlers van de Nieuwe Halle te plaatsen, enz.
- In 1582 in Brugge schilderde hij een tafereel voor de Bogardenschool.
- Hetzelfde jaar werkte hij mee aan de versieringen die werden aangebracht aan het Landhuis van het Brugse Vrije, naar aanleiding van het bezoek aan Brugge van de hertog Frans van Anjou.